# أميليا سميث كالفرت
أميليا سميث كالفرت (بالإنجليزية: Amelia Smith Calvert)‏ هي عالمة نبات أمريكية، ولدت في 1876 في فيلادلفيا في الولايات المتحدة، وتوفيت في 1965.